# Квалификације за Светско првенство у фудбалу 2022 — УЕФА група Б
Група Б европских квалификација за Светско првенство у фудбалу 2022. се састојала од 5 репрезентација: Шпанија, Шведска, Грчка, Грузија и тзв. Косово.
Репрезентација Шпаније је као првопласирана репрезентација изборила директан пласман на првенство, док је Шведска као другопласирана репрезентација отишла у бараж.

## Табела
| Легенда                                           |
| ------------------------------------------------- |
| Репрезентација која се квалификује у првом кругу  |
| Репрезентација која иде у бараж након првог круга |

| Табела групе Б | Табела групе Б | Табела групе Б | Табела групе Б | Табела групе Б | Табела групе Б | Табела групе Б | Табела групе Б | Табела групе Б | Табела групе Б |  |         |         |       |         |                  |  | Домаћи | Домаћи | Домаћи | Домаћи | Домаћи | Домаћи | Домаћи | Гости | Гости | Гости | Гости | Гости | Гости | Гости |
|                | Репрезентација | И              | Д              | Н              | И              | ДГ             | ПГ             | ГР             | Бод.           |  | Шпанија | Шведска | Грчка | Грузија | Република Косово |  | И      | Д      | Н      | И      | ДГ     | ПГ     | Бод.   | И     | Д     | Н     | И     | ДГ    | ПГ    | Бод.  |
| 1.             | Шпанија        | 8              | 6              | 1              | 1              | 15             | 5              | +10            | 19             |  | -       | 1:0     | 1:1   | 4:0     | 3:1              |  | 4      | 3      | 1      | 0      | 9      | 2      | 10     | 4     | 3     | 0     | 1     | 6     | 3     | 9     |
| 2.             | Шведска        | 8              | 5              | 0              | 3              | 12             | 6              | +6             | 15             |  | 2:1     | -       | 2:0   | 1:0     | 3:0              |  | 4      | 4      | 0      | 0      | 8      | 1      | 12     | 4     | 1     | 0     | 3     | 4     | 5     | 3     |
| 3.             | Грчка          | 8              | 2              | 4              | 2              | 8              | 8              | 0              | 10             |  | 0:1     | 2:1     | -     | 1:1     | 1:1              |  | 4      | 1      | 2      | 1      | 4      | 4      | 5      | 4     | 1     | 2     | 1     | 4     | 4     | 5     |
| 4.             | Грузија        | 8              | 2              | 1              | 5              | 6              | 12             | -6             | 7              |  | 1:2     | 2:0     | 0:2   | -       | 0:1              |  | 4      | 1      | 0      | 3      | 3      | 5      | 3      | 4     | 1     | 1     | 2     | 3     | 7     | 4     |
| 5.             | Косово         | 8              | 1              | 2              | 5              | 5              | 15             | -10            | 5              |  | 0:2     | 0:3     | 1:1   | 1:2     | -                |  | 4      | 0      | 1      | 3      | 2      | 8      | 1      | 4     | 1     | 1     | 2     | 3     | 7     | 3     |

## Резултати
| Шпанија    | 1:1    | Грчка                |
| ---------- | ------ | -------------------- |
| Мората 33’ | Детаљи | Бакасетас 57’ (пен.) |

| Шведска    | 1:0    | Грузија |
| ---------- | ------ | ------- |
| Класон 35’ | Детаљи |         |

| Грузија           | 1:2    | Шпанија                |
| ----------------- | ------ | ---------------------- |
| Кваратшкелија 44’ | Детаљи | Торес 56’ · Олмо 90+2’ |

| Косово | 0:3    | Шведска                                       |
| ------ | ------ | --------------------------------------------- |
|        | Детаљи | Авустинсон 12’ · Исак 35’ · Ларсон 70’ (пен.) |

| Грчка               | 1:1    | Грузија           |
| ------------------- | ------ | ----------------- |
| Какабадзе 76’ (аг.) | Детаљи | Кваратшкелија 78’ |

| Шпанија                           | 3:1    | Косово     |
| --------------------------------- | ------ | ---------- |
| Олмо 34’ · Торес 36’ · Морено 75’ | Детаљи | Халими 70’ |

| Грузија | 0:1    | Косово     |
| ------- | ------ | ---------- |
|         | Детаљи | Мурићи 18’ |

| Шведска              | 2:1    | Шпанија  |
| -------------------- | ------ | -------- |
| Исак 6’ · Класон 57’ | Детаљи | Солер 5’ |

| Косово       | 1:1    | Грчка         |
| ------------ | ------ | ------------- |
| Мурићи 90+2’ | Детаљи | Дувикас 45+1’ |

| Шпанија                                         | 4:0    | Грузија |
| ----------------------------------------------- | ------ | ------- |
| Гаја 14’ · Солер 25’ · Торес 41’ · Сарабија 63’ | Детаљи |         |

| Грчка                        | 2:1    | Шведска     |
| ---------------------------- | ------ | ----------- |
| Бакасетас 62’ · Павлидис 78’ | Детаљи | Квајсон 80’ |

| Косово | 0:2    | Шпанија                 |
| ------ | ------ | ----------------------- |
|        | Детаљи | Форналс 32’ · Торес 90’ |

| Грузија | 0:2    | Грчка                               |
| ------- | ------ | ----------------------------------- |
|         | Детаљи | Бакасетас 90’ (пен.) · Пелкас 90+5’ |

| Шведска                                      | 3:0    | Косово |
| -------------------------------------------- | ------ | ------ |
| Форсберг 29’ (пен.) · Исак 62’ · Квајсон 79’ | Детаљи |        |

| Косово            | 1:2    | Грузија                           |
| ----------------- | ------ | --------------------------------- |
| Мурићи 45’ (пен.) | Детаљи | Окријашвили 11’ · Давиташвили 82’ |

| Шведска                        | 2:0    | Грчка |
| ------------------------------ | ------ | ----- |
| Форсберг 59’ (пен.) · Исак 69’ | Детаљи |       |

| Грузија                | 2:0    | Шведска |
| ---------------------- | ------ | ------- |
| Кваратшкелија 61’, 77’ | Детаљи |         |

| Грчка | 0:1    | Шпанија             |
| ----- | ------ | ------------------- |
|       | Детаљи | Сарабија 26’ (пен.) |

| Грчка       | 1:1    | Косово      |
| ----------- | ------ | ----------- |
| Масурас 44’ | Детаљи | Рахмани 76’ |

| Шпанија    | 1:0    | Шведска |
| ---------- | ------ | ------- |
| Мората 86’ | Детаљи |         |

## Стрелци
4 гола
| - Квича Кваратшкелија | - Александер Исак | - Феран Торес |

3 гола
| - Анастасиос Бакасетас | - Ведат Мурићи |

2 гола
| - Виктор Класон - Емил Форсберг - Робин Квајсон | - Алваро Мората - Дани Олмо | - Карлос Солер - Пабло Сарабија |

1 гол
| - Зурико Давиташвили - Торнике Окријашвили - Анастасиос Дувикас - Вангелис Павлидис - Димитрис Пелкас | - Јоргос Масурас - Амир Рахмани - Бесар Халими - Лудвиг Авустинсон | - Себастијан Ларсон - Жерар Морено - Пабло Форналс - Хосе Гаја |

Аутогол
| - Отар Какабадзе (против Грчке) |